# Полузір'я (річка)
Полузі́р'я — річка в Україні, в межах Полтавського району Полтавської області. Права притока Ворскли (басейн Середнього Дніпра).

## Опис
Довжина річки 70 км, площа басейну 731 км². Заплава неширока (до 500 м), у багатьох місцях заболочена. Річище помірно звивисте, завширшки пересічно 2 м, є розгалужені ділянки, стариці. Похил річки 1,2 м/км. Озер 0,2 км², боліт 20 км. Вода використовується населенням для місцевих потреб.

## Розташування
Полузір'я бере початок у селі Мала Рудка. Тече спершу на південь, у межах Полтавського району. Впадає до Ворскли в південній частині смт Нові Санжари.

## Населені пункти
На Полузір'ї розташовані села: Зорівка, Андріївка, Біологічне (Падалки), Лаврики, Абазівка, Карпусі, Рожаївка, Васьки, Андріївка, Браїлки, Левенцівка, Твердохліби, Чередники, Грекопавлівка, Полузір'я, Дмитренки, Бридуни, Судівка, Лелюхівка, а також смт Нові Санжари.